# Катерица (село)
Катѐрица е село в Северна България. То се намира в община Пордим, област Плевен.

## География
Село Катерица е разположено в средната част на Дунавската равнина, близо до град Плевен. Релефът е хълмисто- равнинен. Близо до селото минава малка рекичка, в горната част на която е построен микро-язовир. Землището се отличава с богата почва и благоприятен климат, които са предпоставка за голямото разнообразие от растителни и животински видове.
Археологически разкопки доказават съществуването на антично селище, датиращо от старогрцъкия период. През Средновековието е известно още като Мезра Катарица./„Разрушена“;„Катари“-последователи на поп Богомил/

## Редовни събития
На 24 май се провежда ежегоден събор.